# Xanthomyrtus schlechteri
Xanthomyrtus schlechteri är en myrtenväxtart som beskrevs av Friedrich Ludwig Diels. Xanthomyrtus schlechteri ingår i släktet Xanthomyrtus och familjen myrtenväxter. Inga underarter finns listade i Catalogue of Life.